# بيتر سيلفر
بيتر سيلفر (بالإنجليزية: Peter Silver)‏ هو مؤرخ أمريكي، ولد في 1950 في نيو هيفن في الولايات المتحدة.

## وصلات خارجية
- بيتر سيلفر على موقع ميوزك برينز (الإنجليزية)
- بيتر سيلفر على موقع ديسكوغز (الإنجليزية)